# 중소기업수출지원센터
중소기업수출지원센터(中小企業輸出支援센터, Small and Middle Enterprise Export Support Center)는 중소기업의 무역활동을 지원하기 위해 대한민국 중소기업청 산하 각 지방중소기업청이 설치 및 운영하는 지원센터이다.

## 설치 근거
- 무역거래기반 조성에 관한 법률[1]
- 중소기업수출지원센터의 설치 및 운영 등에 관한 규정[2]

## 주요 업무
- 무역거래알선·수출신용보증·무역보험·수출입금융 등 중소기업의 수출에 관한 정보제공·상담·자문 및 교육
- 수출신용보증·무역보험 및 수출입금융에 대한 지원
- 기술·디자인 및 품질의 개발·향상을 위한 지원
- 중소기업의 해외시장에 대한 이해도 및 정보 활용 능력 등 무역활동 관련 역량의 진단 및 역량별 맞춤형 지원
- 수출환경 변화에 공동으로 대응하도록 하기 위하여 기업간 수출정보 공유 및 협력 기회 부여
- 중소기업의 무역활동 관련 애로사항 발굴 및 해소 지원

## 위치

### 서울지방중소기업청 수출지원센터
- 주소: 경기도 과천시 관문로 47, 1동 105호

### 인천지방중소기업청 수출지원센터
- 주소: 인천 남동구 은봉로 34(논현동 445-1 3B/1L)

### 경기지방중소기업청 수출지원센터
- 주소: 경기도 수원시 영통구 반달로 87(영통동)

### 경기지방중소기업청 경기북부사무소 수출지원센터
- 주소: 경기도 양주시 평화로 1215(산북동) 경기섬유종합지원센터 206호

### 강원지방중소기업청 수출지원센터
- 주소: 강원도 춘천시 안마산로 262(퇴계동)

### 충북지방중소기업청 수출지원센터
- 주소: 충청북도 청원군 오창읍 중심상업2로 48(양청리)

### 대전충남지방중소기업청 수출지원센터
- 주소: 대전광역시 유성구 가정북로 104

### 대구경북지방중소기업청 수출지원센터
- 주소: 대구광역시 달서구 성서4차 첨단로 132(월암동 1111)

### 전북지방중소기업청 수출지원센터
- 주소: 전라북도 전주시 완산구 서원로 77(효자동 2가)

### 광주전남지방중소기업청 수출지원센터
- 주소: 광주광역시 서구 경열로 17번길 12(농성동)

### 경남지방중소기업청 수출지원센터
- 주소: 경상남도 창원시 성산구 창이대로 532번길 50(신월동)

### 부산울산지방중소기업청 수출지원센터
- 주소: 부산광역시 해운대구 APEC로 55 벡스코 제2전시장 371호

### 제주중소기업수출지원센터
- 주소: 제주특별자치도 제주시 연삼로 473. 중소기업종합지원센터 2층(이도2동 390)